# 亨利·柏格森
亨利·柏格森（法語：Henri Bergson，法語發音：[ɑ̃ʁi bɛʁksɔn]；1859年10月18日—1941年1月4日），法国哲学家，以优美的文笔和具豐富吸引力的思想著稱。1928年，以《創造進化論》獲得1927年度的诺贝尔文学奖。

## 生平
1859年10月18日出生於巴黎，父母皆為猶太人。早在大學預科學校求學時，他就對古典文學和自然科學發生興趣；考入巴黎高等師範學院後，在同屆學生中間，他顯示出文學與數學上的獨創性和卓越的才能。1888年他在《论意识材料的直接来源》論文中充分發揮了他的思想。1889年他以文學博士學位畢業於高等師範學校，1900年起被委任為法蘭西公學院希臘及羅馬哲學系主任。柏格森於1913年赴英、美講學，並任英國精神學會主席。1914年成為法蘭西學術院院士。1919年他返回法國，進入法蘭西語言科學院。此後從事國際事務和政治活動的研究。
儘管教廷於1914年將柏格森的三本著作《论意识材料的直接来源》《物质与记忆》《创化论》列入禁書目錄，但他在晚年曾有意皈依天主教。他在1937年2月7日的遗嘱中写道：「我的思想总是使我更接近于天主教，在其中我看到了对犹太教的完美补充。」但他至死未受洗禮，原因是1930年代納粹興起，反猶主義再度盛行，他不願拋棄被迫害的猶太同胞。1940年法國被納粹擊敗並占領後，所有占領區內的猶太人都必須向警察局登記個人資料，柏格森在他的個人資料卡片上寫下自己身分的關鍵字：「學者。哲學家。諾貝爾獎得主。猶太人。」柏格森於1941年1月4日因支氣管炎逝世。依照遺願，喪禮上由天主教神父誦念禱文。

## 思想
以“创化论”之说，强调创造与进化并不相斥，因为宇宙是一个“生命冲力”在运作，一切都是有活力的。他反对科学上的机械论，心理学上的决定论与理想主义。
他认为人的生命是意识之“绵延”或意识之流，是一个整体，不可分割成因果关系的小单位；“绵延”是自由的创造意识，其向上的运动创造精神，也创造生命的形式，因此生物的进化过程也就是意识的创造过程，而物质则是“绵延”停滞或削弱的结果，“绵延”也是一种心理过程，是离开物质的没有相对静止的绝对运动。
他对道德与宗教的看法，亦主张超越僵化的形式与教条，走向主体的生命活力与普遍之爱。

### 哲學思想
柏格森的思想在很大程度上受到斯賓諾莎與康德的影響。普罗提诺亦對柏格森有所影響。
對柏格森有所影響的，亦包括同時代的不少思想家，例如赫伯特·斯宾塞,威廉·詹姆士, Lachelier, Ravaisson，此外還有科學家，藝術家，神秘主義者。
柏格森哲學的主要概念包括：la durée, l'intuition, l'élan vital，以及les rapports entre l'âme et le corps.
在歷程的實在觀點發展中，最具影響力的人物是法國哲學家亨利·柏格森。亨利·柏格森的哲學主張「綿延」( durée ) 觀念，即變遷的實在。他認為不只事物的性質會變遷（藍色的事物變成紅色，年輕的事物變老），生命本身的物質也會變遷；此外，他也認為概念是靜態與片面的。當我們試著分析事物時，就扭曲並改變了事物；採取某一個觀點，放棄另一個觀點；凍結事物的時間卻未能理解事物的發展，即事物的「生命」。分析必然無法令人滿意，因為事物存在著無限的角度與無盡的片刻。
亨利·柏格森是伯特兰·罗素邏輯原子論及其分析方法的競爭對手，即使只是間接對手。不過，與伯特兰·罗素其他對手不同是，亨利·柏格森不只是改變了分析方法，還堅持哲學應該完全拒絕分析。他告訴我們，形上學是「免除特徵」的學科，因此，形上學家處於必須表達「無法表達之物」的困窘立場。此外，亨利·柏格森不只反對簡單事實、簡單事物與偵暺感官作用的觀念，也反對哲學含有事實、事物與感官作用的觀念。他的基本本體論是變遷本體論，其對象不是事物或事物性質的變遷，而是變遷本身，變遷自成一個整體。

## 主要作品
- 《论意识材料的直接来源》（英译本题为《时间与自由意志》），Essai sur les données immédiates de la conscience，1889
- 《物质与记忆》，Matière et mémoire. Essai sur la relation du corps à l'esprit，1896
- 《笑》，Le Rire. Essai sur la signification du comique，1900
- 《创造进化论》（或译《创造的进化》，《创化论》），L'Évolution créatrice，1907
- 《心力》（或译《精神能量》），L'Énergie spirituelle，1919
- 《绵延与同时性》，Durée et Simultanéité，1922
- 《道德与宗教的两个起源》，Les Deux sources de la morale et de la religion，1932
- 《思想与运动》，La Pensée et le Mouvant. Essais et conférences，1934
- 《著作集》，Œuvres，1959
- 《杂著集》，Mélanges，1972
- 《讲课稿I-IV》，Cours, 4 vol., éd. Henri Hude，1990-2000
- 《通信集》，Correspondances，2002

## 作品的中譯
- 張東蓀/編纂，《創化論》，上海市：商務印書館，1920年。
- 張東蓀/譯，《物質與記憶》，出版地不詳：商務印書館，1921年。
- 潘梓年/譯，《時間與意志自由》，上海市：商務印書館，1927年、2007年複印本。
- 諾貝爾文學獎全集編輯委員會/編譯，《柏格森(1927)》，台北市：九華出版，1981年。
- 王珍麗等人/譯，《創造進化論》，長沙市：湖南人民，1989年。
- 徐繼曾/譯，《笑：論滑稽的意義》，台北市：商鼎發行，1992年。
- 瞿世英/譯，《柏格森形上學與進化哲學》，台北市：正文，1993年。
- 吳士棟/譯，《時間與自由意志》，北京市：商務印書館，1997年、2009年。
- 蕭聿/譯，《材料與記憶》，北京市：華夏出版社，1999年。
- 蕭聿/譯，《創造進化論》，北京市：華夏出版社，1999年。
- 王作虹、成窮/譯，《道德與宗教的兩個來源》，貴州人民出版社，2000年。
- 樂愛國/譯，《笑與滑稽》，廣州市：廣東人民，2000年。
- 陳聖生/譯，《生命與記憶：柏格森書信選》，北京市：經濟日報，2001年。
- 姜志輝/譯，《創造進化論》，北京市：商務印書館，2004年。
- 徐繼曾/譯，《笑》，北京十月文藝出版社，2005年。
- 王作虹、成窮/譯，《道德與宗教的兩個來源》，貴陽市：貴州人民，2007年。

## 相關書籍
繁體本：
- 尤昭良/著，《塞尚與柏格森》，宜高文化，2003年。

簡體本：
- 尚杰/著，《歸隱之路：20世紀法國哲學的蹤跡》，江蘇人民出版社，2002年。
- 吉爾‧德勒茲(Gilles Deleuze)/著，《康得與柏格森解讀》，社會科學文獻出版社，2002年。
- 吳先伍/著，《現代性追求與批評─柏格森與中國近代哲學》，安徽人民出版社，2005年。
- 王理平/著，《差異與綿延─柏格森哲學及其當代命運》，人民出版社，2007年。